# Chevêche d'Athéna
Athene noctua
Espèce
Statut de conservation UICN

 LC  : Préoccupation mineure
Statut CITES
La Chevêche d'Athéna (Athene noctua), ou anciennement « Chouette chevêche », est une espèce d'oiseaux de la famille des strigidés (les chouettes et hiboux) de petite taille à l'aspect trapu. C'est le plus diurne des strigidés, malgré son nom latin (noctua, littéralement « oiseau de nuit », mais plus généralement « chouette », « hibou »). Dans l'Antiquité grecque, elle était l'attribut d'Athéna, déesse de la sagesse.

## Description
Cette espèce est de petite taille, un peu plus petite qu'un pigeon, elle mesure en moyenne 26 cm. Elle est aussi ronde et trapue et pèse de 180 à 200 g. Sa tête est aplatie avec un front bas ; ses yeux sont jaunes sous des sourcils blancs et froncés, ce qui lui confère un air sévère. Le crâne est piqueté de petites taches blanches. Son bec est jaune verdâtre. Sur le dessus du corps, le plumage est grisâtre semé de taches plus claires ; le poitrail est blanchâtre avec des rayures brunes. La queue est courte. Les pattes sont couvertes de petites plumes blanches. Les « déhanchements » de sa tête sont caractéristiques, de même que son vol ondoyant et son cri clair et bref, sorte de « kiou kiou » ou « kiwitt ». Les deux sexes sont identiques et les jeunes sont plus pâles que les adultes. Son envergure est de 60 cm environ.

## Écologie et comportement

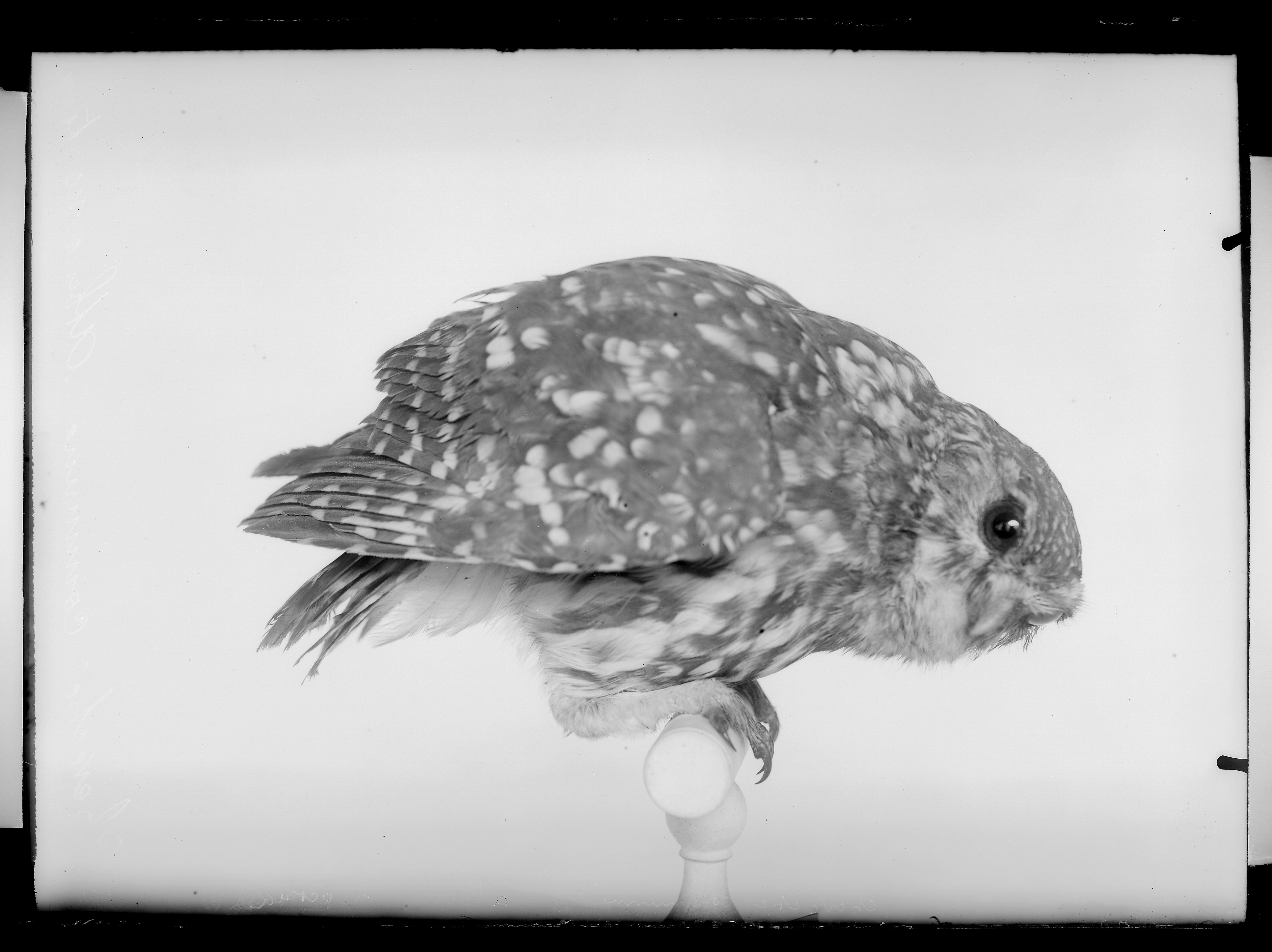
Chevêche d'Athena. Photographie d'Eugène Trutat, conservée au Muséum de Toulouse.

C'est la plus diurne des strigidés, malgré son nom latin (Athene noctua). On peut l'observer en plein jour perchée sur des poteaux, des murets de pierre ou sur des toits, très attentive.

### Alimentation
La Chevêche d'Athéna se nourrit de beaucoup d'insectes (coléoptères notamment), de criquets, perce-oreilles, mais aussi de vers de terre, de petits mammifères (surtout campagnols), de jeunes passereaux, de lézards, de batraciens et de chauves-souris.
Elle chasse le soir des insectes (hannetons surtout) et la nuit des campagnols. Il lui arrive de chasser le jour des petits oiseaux, surtout à l'époque du nourrissage des jeunes.

Ses pelotes de réjection mesurent 35 mm sur 15 mm environ.

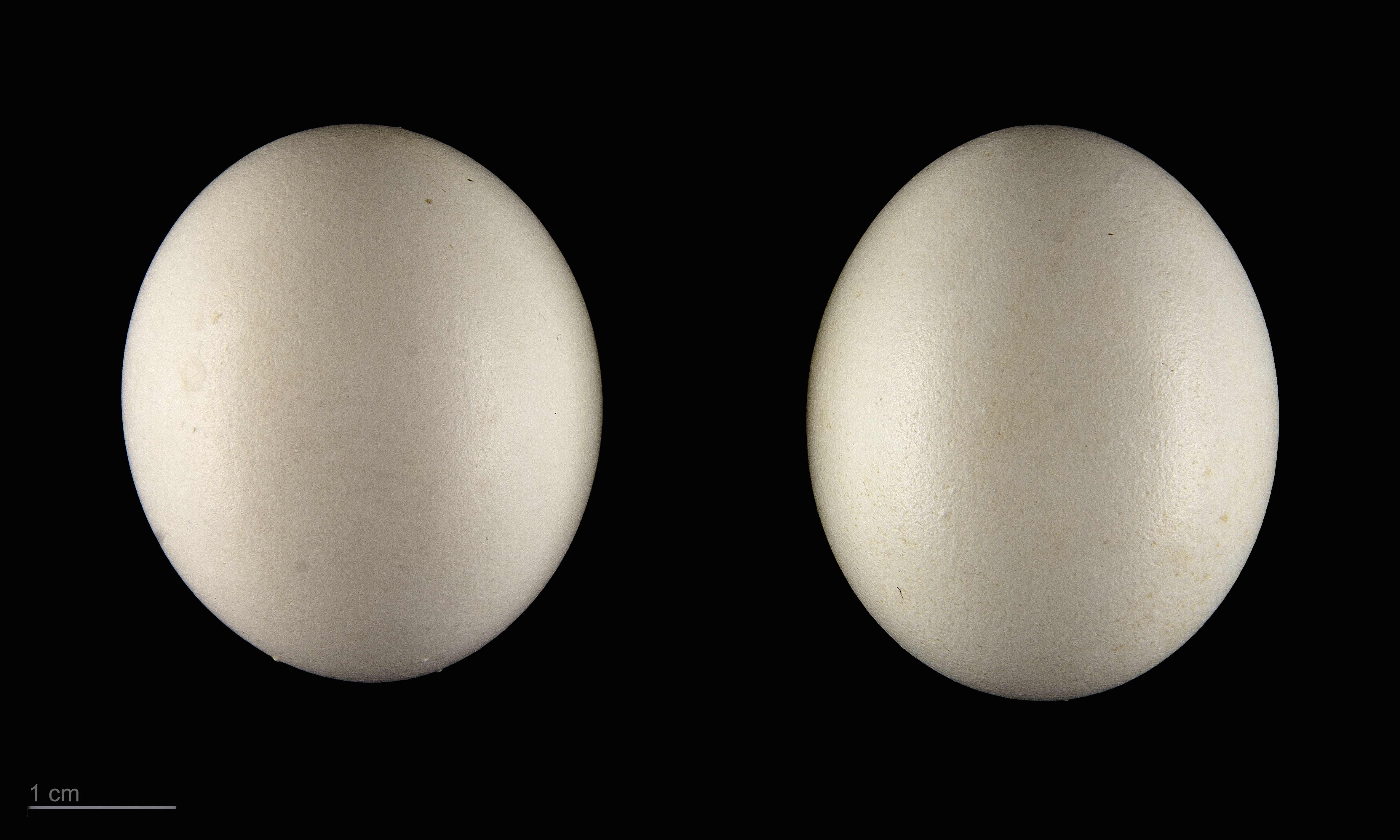
Œuf de Athene noctua vidalii - Muséum de Toulouse.

### Longévité
Elle vit en moyenne 9 ans dans la nature et 18 ans en captivité.[réf. nécessaire]

### Reproduction

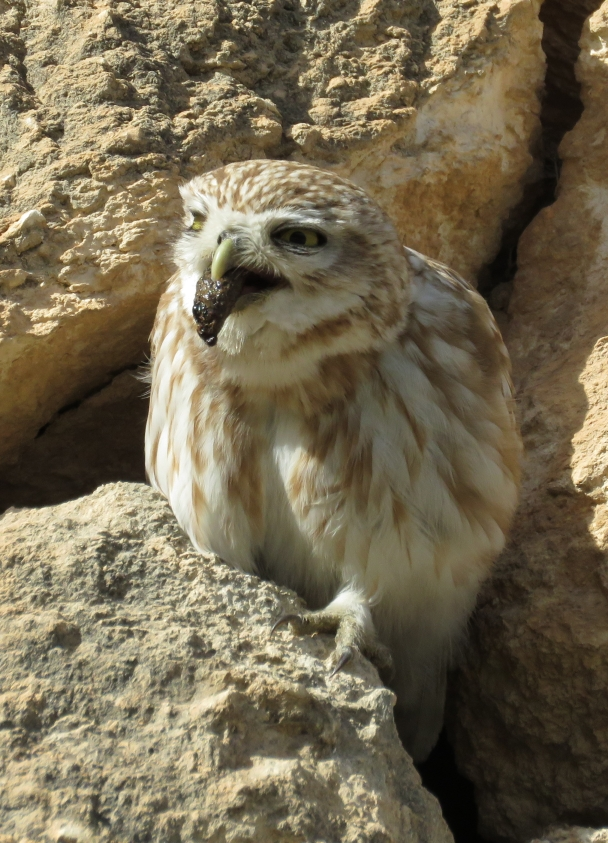
Juvénile.

La femelle pond de 4 à 8 œufs blancs, dans son nid, installé à une hauteur variant entre 2 m et 10 m, dans une cavité naturelle (creux d'un vieil arbre...) ou d'origine humaine (trou de mur, nichoir…) et couve pendant 26 à 28 jours. Les poussins naissent couverts d'un duvet épais et sont nourris d'insectes et petits vertébrés. Ils sont capables de voler puis de quitter le nid entre 28 et 35 jours.
L'œuf mesure de 32 à 37 mm par 36 à 31 mm.

### Prédation
La Chevêche d'Athéna a beaucoup de prédateurs potentiels à cause de sa taille modeste, de sa double vie, nocturne et diurne, et des milieux variés qu'elle occupe. Les principaux prédateurs de la Chevêche sont la Fouine, les chiens, les chats, le rat surmulot, l'Autour des palombes, l'Epervier d'Europe, le Faucon pèlerin, l'Effraie des clochers, et la Chouette Hulotte.

## Répartition et habitat

### Répartition

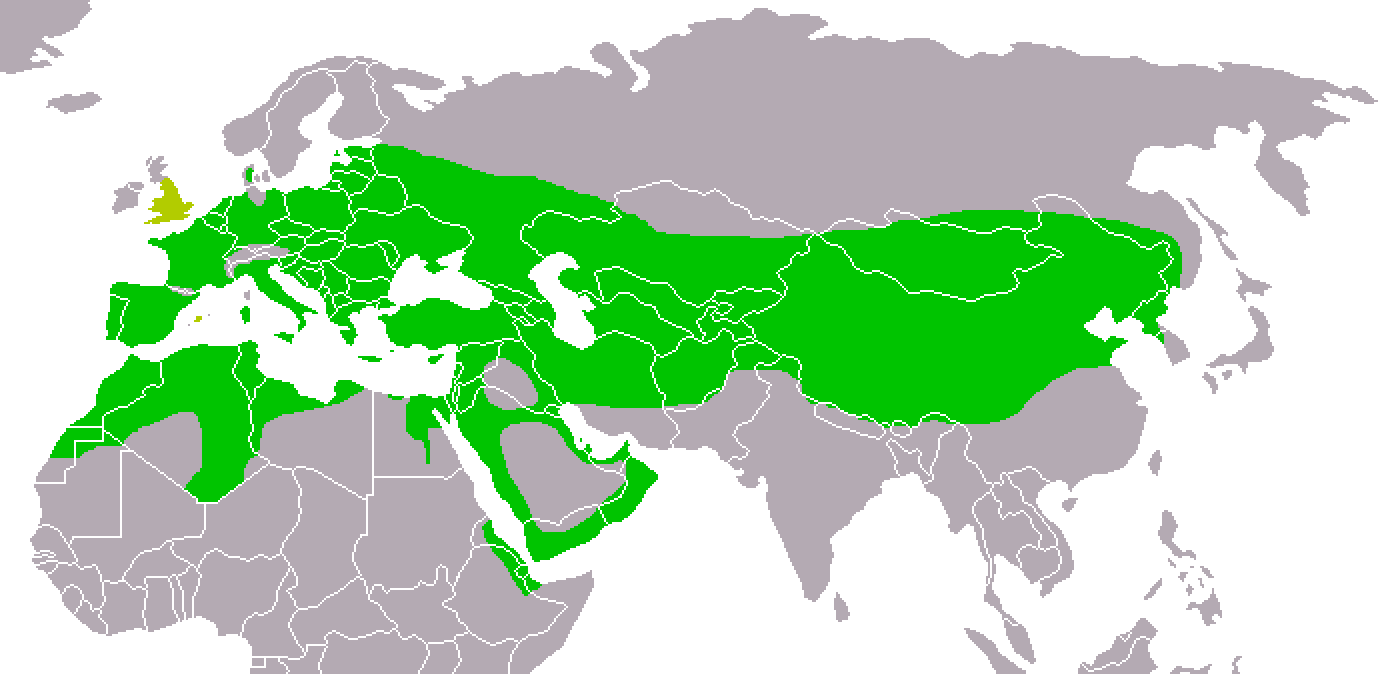
Répartition naturelle de la chevêche d'Athéna.

L'aire de répartition d'origine de la Chevêche d'Athéna est le bassin méditerranéen où elle trouvait des milieux ouverts (plantations d'oliviers) favorables à sa nidification. Elle a progressivement étendu son aire de répartition en suivant l'extension des domaines agricoles ouverts à travers le milieu forestier. Aujourd'hui, la Chevêche d'Athéna est répandue dans toute l'Europe, à l'exception de l'Irlande et de la Scandinavie.

### Habitat
La Chevêche d'Athéna est un oiseau de bocage que l'on peut rencontrer un peu partout (sauf dans les boisements denses), et en général toujours à proximité des cultures et des prairies. On la rencontre notamment dans les milieux ouverts et cultivés comme les vergers où elle niche dans les cavités des vieux arbres d'où son surnom local de « chouette des pommiers ». On la trouve aussi dans les clapas, dans les bosquets, les trous de murs, les nichoirs — à condition qu'ils soient dans l'obscurité. Elle reste fidèle au même logement d'année en année et peut même nicher dans des terriers de lapin.

### Hivernage
La Chevêche d'Athéna est attachée à son domaine, l'hiver, elle reste sur les sites de reproduction. Elle est donc sédentaire. Même lorsque les périodes de gel et d'enneigement se prolongent, elle demeure sur place, ce qui lui vaut parfois d'être décimée par des conditions climatiques rigoureuses. Les jeunes réalisent régulièrement des déplacements de faible amplitude.

## Sous-espèces
D'après la classification de référence (version 14.1, 2024) de l'Union internationale des ornithologues, la Chevêche d'Athéna possède 13 sous-espèces (ordre philogénique) :
- Athene noctua vidalii (Brehm, AE, 1857) ;
- Athene noctua noctua (Scopoli, 1769) ;
- Athene noctua indigena (Brehm, CL, 1855) ;
- Athene noctua lilith (Hartert, EJO, 1913) ;
- Athene noctua bactriana (Blyth, 1847) ;
- Athene noctua orientalis (Severtsov, 1873) ;
- Athene noctua ludlowi (Baker, ECS, 1926) ;
- Athene noctua impasta (Bangs & Peters, JL, 1928) ;
- Athene noctua plumipes (Swinhoe, 1870) ;
- Athene noctua glaux (Savigny, 1809) ;
- Athene noctua saharae (Kleinschmidt, 1909) ;
- Athene noctua spilogastra (Heuglin, 1863) ;
- Athene noctua somaliensis (Reichenow, 1905) .

## La chevêche d'Athéna et l'homme

### Conservation
En France, les effectifs de la Chevêche d'Athéna ont fortement régressé au cours du XXe siècle. Elle fait l'objet en France d'une politique de repeuplement actuellement en évaluation (plan de restauration).

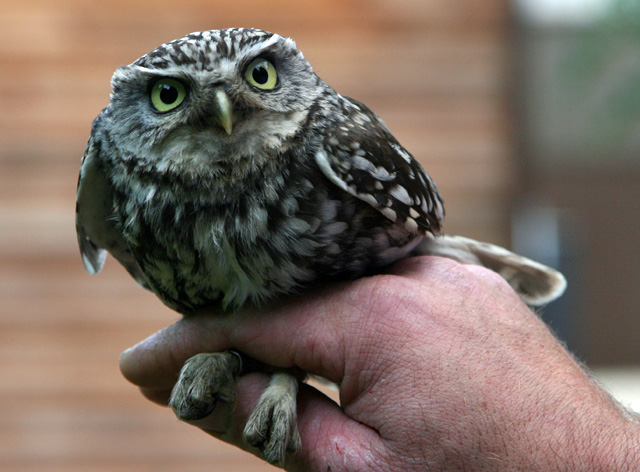
Le regard sévère de la Chevêche d'Athéna.

#### Trafic routier
Les collisions avec les véhicules sont une des principales causes de mortalité (16 à 27 %[réf. nécessaire]) de la chevêche. En effet, la technique de chasse de cet oiseau qui consiste à voler bas ou à se poser sur le sol le rend très vulnérable.

#### Modification du milieu de vie
La Chevêche d'Athéna subit la modification des pratiques agricoles depuis les années d'après guerre : suppression des talus, des vergers, remembrement, etc. Le milieu s'est appauvri : moins de cavités pour nicher (arbres abattus, ruines rénovées), moins de diversité alimentaire…

#### Pesticides
Les traitements chimiques en agriculture sont responsables de la régression de la Chevêche d'Athéna car ils font disparaître les gros insectes dont l'espèce se nourrit et agissent probablement sur la fertilité des oiseaux. À part quelques cas d'empoisonnements par des pesticides, généralement des insecticides, en forte concentration comme pendant la destruction des criquets avec de l'arséniate dans le sud de la France en 1924 ou encore la lutte contre le campagnol terrestre avec la bromadiolone dans la Meuse en 1989, il est difficile de mesurer l'impact des faibles doses sur le métabolisme de la Chevêche.

#### Accidents divers

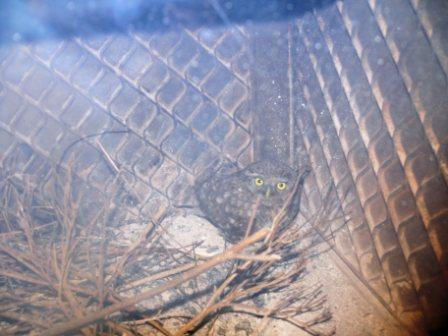
Cette chevêche d'Athéna s'est coincée dans une cheminée.

Il arrive que des Chevêches d'Athéna soient prises au piège dans des poteaux téléphoniques creux et des cheminées. La noyade dans les abreuvoirs du bétail est possible.

#### Actions de protection
La conservation des vieux arbres creux dans les vergers (pommiers, poiriers, pruniers, etc.) et des vieux bâtiments est indispensable pour la préservation de la Chevêche d'Athéna. On peut aussi créer artificiellement des cavités dans un vieux mur, une maison en rénovation ou même dans une maison neuve. La pose de nichoirs spécifiques en milieu favorable est aussi possible.
Le code de l'urbanisme permet d'identifier des éléments tels que des arbres, à protéger pour des motifs d'ordre écologique. Cette disposition est utilisable que la commune soit couverte par un plan local d'urbanisme[Quoi ?] ou non.
D'autres outils juridiques existent aussi dans le code de l'environnement (arrêté de protection de biotope par exemple) pour empêcher la destruction de l'habitat de la chouette.
Le fait de modérer l'utilisation des produits chimiques dans les cultures permet également de préserver cet oiseau.
L'obturation des poteaux téléphoniques creux par France Télécom (qui est censée respecter la loi de protection de la nature de 1976) plutôt que par des bénévoles.
La pose d'un grillage sur la cheminée évite à la chevêche une chute mortelle. Placer une planche dans les abreuvoirs.
La Chevêche d'Athéna bénéficie d'une protection totale sur le territoire français depuis l'arrêté ministériel du 17 avril 1981 relatif aux oiseaux protégés sur l'ensemble du territoire. Il est donc interdit de la détruire, la mutiler, la capturer ou l'enlever, de la perturber intentionnellement ou de la naturaliser, ainsi que de détruire ou enlever les œufs et les nids et de détruire, altérer ou dégrader leur milieu. Qu'elle soit vivante ou morte, il est aussi interdit de la transporter, colporter, de l'utiliser, de la détenir, de la vendre ou de l'acheter.

### Symbolique

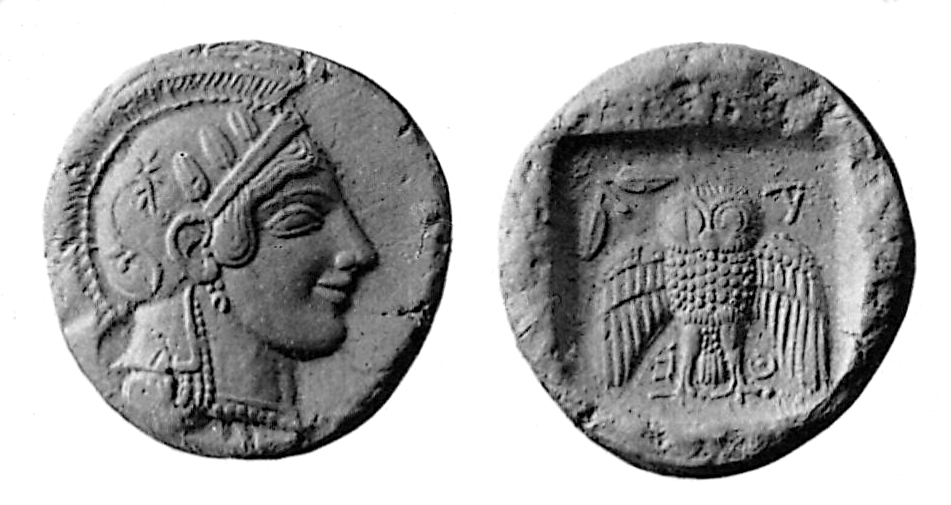
Décadrachme attique d'Athènes vers -465

Elle doit son nom générique à la déesse grecque Athéna (Minerve chez les Romains), dont elle est l'animal symbolique. Dans la Grèce antique, la Chevêche d'Athéna, attribut d'Athéna, symbole de la Connaissance (la sagesse mais aussi la science) devint tout naturellement celui de la ville d'Athènes. On retrouve ainsi la chevêche accompagnée d'un rameau d'olivier sur les monnaies antiques de cette ville. Les Athéniens avaient coutume de reproduire cet oiseau sur leurs vases, les poids des marchands et les amphores données en récompense aux vainqueurs des Panathénées. La chevêche d’Athéna est le motif d'avers le plus répandu des tétradrachmes athéniennes à partir de 510 av. J.-C. et selon Philochore, il était courant d'appeler γλαύξ (glaux, chouette) la tétradrachme d’Athènes dans toute la Méditerranée,. Mais cet animal n'était pas uniquement le symbole d'Athéna : c'était l'emblème de la république lors des batailles avec les autres cités grecques, comme lors de la victoire d'Agathocle de Syracuse sur les Carthaginois en 310 av. J.-C. ou à la bataille de Salamine, rapportée par Plutarque dans sa Vie de Thémistocle. On retrouve encore aujourd'hui la chevêche sur les pièces grecques de 1 euro.
Le logo de la société d'édition Les Belles Lettres représente une Chevêche d'Athéna inspirée d'une aryballe protocorinthienne du Musée du Louvre.
Le logo de l'École nationale supérieure de l'aéronautique et de l'espace (SUPAERO) représente une Chevêche d'Athéna stylisée.
La Chevêche d'Athéna est le symbole officieux des Classes Préparatoires Littéraires, souvent représentée dans leurs chambres ou leurs vêtements et/ou conservée en effigie en tant que symbole de la Sagesse.
Le logo de l'entreprise Noctua, qui produit des ventilateurs et des ventirads pour PC, représente une Chevêche d'Athéna.